# Молівєров Олександр Сергійович
Олександр Сергійович Молівєров (нар. 11 квітня 1947, Дніпропетровськ) — український архітектор.

## Біографі
Народився 11 квітня 1947 року в місті Дніпропетровську (тепер Дніпро, Україна). 1975 року закінчив Дніпропетровський інженерно-будівельний інститут. У 1981—1985 роках — заступник начальника обласного управління капітального будівництва. З 1985 по 1997 рік — заступник директора «Дніпроцивільбудпроекту», з 1997 по 2012 рік — директор будівельної фірми «МОСбуд» (Дніпропетровськ).
Під час розробки і реалізації проекту центральної частини Верхньодніпровська очолював архітектурно-планувальну майстерню № 4 ДПІ «Дніпроцивільбудпроект». Під його керівництвом і при його безпосередній участі виконано проекти і громадські будівлі міста. Був головним архітектором районного Будинку культури, одного з основних в ансамблі центральної частини міста. Здійснював авторський нагляд за будівництвом об'єктів і територій, що прилягають до них.
Лауреат Державної премії УРСР імені Т. Г. Шевченка (за 1983 рік; разом з  М. П. Бутенком, В. О. Стрельцовим (керівниками робіт), А. П. Антоновим, М. Г. Луценком, А. П. Підвезком, Г. В. Ратушним (архітекторами, співавторами проектів) за забудову і благоустрій центру міста Верхньодніпровська Дніпропетровської області).